# Dichilus
Dichilus es un género de plantas con flores con 19 especies perteneciente a la familia Fabaceae. Tiene 21 especies descritas y de estas solo 5 aceptadas.

## Taxonomía
El género fue descrito por Augustin Pyrame de Candolle  y publicado en Prodromus Systematis Naturalis Regni Vegetabilis 2: 136. 1825.

## Especies aceptadas
A continuación se brinda un listado de las especies del género Dichilus aceptadas hasta julio de 2014, ordenadas alfabéticamente. Para cada una se indica el nombre binomial seguido del autor, abreviado según las convenciones y usos.
- Dichilus gracilis Eckl. & Zeyh.
- Dichilus lebeckioides DC.
- Dichilus pilosus Schinz
- Dichilus reflexus (N.E.Br.) A.L.Schutte
- Dichilus strictus E.Mey.